# Amarkantak
Amarkantak és un cim del districte de Rewa a Madhya Pradesh, Índia, a la regió coneguda com a Baghelkhand. És part de la serralada de Satpura. El cim el forma un extens altiplà. La seva altura és de 1082 metres (22° 40′ 15″ N, 81° 48′ 15″ E / 22.67083°N,81.80417°E). Té diversos temples a la rodalia del naixement del riu Narbada (riu sagrat) i és interessant per les seves cascades. La ciutat d'Amarkantak de gran importància religiosa, està a la proximitat.